# 桑德斯海崖
桑德斯海崖（英語：Saunders Bluff），是南極洲的海崖，位於維多利亞地的彭內爾海岸，屬於奧特巴克冰原島峰的一部分，美國地質調查局根據測量和該國海軍的空中照片繪入地圖，現時由南極條約體系管理。